# Thomas J. Stewart
Thomas Joseph Stewart (ur. 26 lipca 1848 w Blandford-Blenheim, zm. 9 listopada 1926 w Hamilton) – kanadyjski biznesman, polityk Partii Konserwatywnej.

## Działalność polityczna
Od 1907 do 1908 był burmistrzem Hamilton. W okresie od 26 października 1908 do 28 października 1925 reprezentował okręg wyborczy Hamilton West w kanadyjskiej Izbie Gmin.